# Torre Olímpica (Pekín)
La Torre Olímpica, también conocida como torre de observación del Parque Olímpico (en chino tradicional, 奧林匹克公園瞭望塔; en chino simplificado, 奥林匹克公园瞭望塔; pinyin, Àolínpǐkè gōngyuán liàowàng tǎ), es una torre de observación de China que se encuentra en la carretera Kehui Sur, parte del Parque Olímpico en el distrito de Chaoyang de Pekín. La construcción comenzó en 2008, coincidiendo con los Juegos Olímpicos de verano de ese año, y se completó y se inauguró en 2014. La torre se utiliza estrictamente como mirador para la observación y no hay ninguna previsión de ubicar oficinas o apartamentos.  El diseño fue realizado por una empresa china, China Architecture Design & Research Group.
Con una altura de 258 m, es la segunda torre más alta de la ciudad después de la Torre central de radio y televisión, y la cuarta construcción más alta de la ciudad. Su diseño, con un estrecho cuerpo circular central más alto y cuatro cuerpos circulares más pequeños de diferentes alturas y posiciones que acaban por debajo, está pensado para evocar los anillos olímpicos. El diseño general se inspiró en las hojas de hierba; sin embargo, también ha sido comparado con «cinco enormes clavos».

## Edificación
La torre se encuentra en una parcela ajardinada de 7,5 ha que se encuentra en la esquina noreste de la intersección de la carretera Kehui Sur y de la carretera de Tianchen, un amplio paseo peatonal. El terreno circundante está a nivel, y consiste principalmente en un amplio espacio urbano con zonas verdes plantadas y plazas abiertas. En el este se encuentra un largo cuerpo curvo de agua artificial que delimita el barrio del Parque Olímpico en esa dirección; en el otro lado, está el primer bloque con más espacios abiertos o grandes edificios como el de Museo de Ciencia y Tecnología de China, después del cual comienza un desarrollo urbano más denso con edificios más altos. En el oeste, después de dos grandes bloques se elevan similares rascacielos de altura media.
A una manzana al norte está la estación South Gate of Forest Park de la Línea 8 del Metro de Pekín. Y al norte está el Parque Forestal Olímpico, una reserva natural de 680 ha que se extiende hasta la Quinto Cinturón de circunvalación de la ciudad. Hacia el sur, después de otro bloque abierto, están las antiguas sedes deportivas olímpicas, como el Centro de Conferencias del Parque Olímpico y el Estadio Nacional de Pekín, conocido coloquialmente como el «nido de pájaro». El límite sur del Parque Olímpico, el Cuarto Cinturón, está un poco más allá.
Las cinco torres separadas descansan sobre una extensa cimentación de hormigón con 30 000 m² de superficie expuesta. Un relleno ligeramente ajardinado rodea su base, de la que ascienden las cinco torres circulares de acero. La más grande y más alta, 258 m de altura total, está rodeada de las otras cuatro. Las torres menores llegan a diferentes alturas, la más baja hasta los 186 m.
Grandes elementos diagonales conectan las torres menores a la estructura principal. Todas las torres se ensanchan en la parte superior, con techos planos para permitir el uso del espacio interior como plataformas de observación. La torre menor asciende en caracol hasta la principal. Las partes exteriores sólidas de acero en celosía permiten vistas a través del cristal detrás de ellas. Dos ascensores, que operan independientemente, llevan a los visitantes hasta la torre central.

## Historia
A mediados de la década de 2000 se celebró un concurso para seleccionar el proyecto. El diseño ganador fue el de Cui Kai y Li Cundong de Chinese Architecture Design and Research Group (CARDEG).Zhao Wenbin, otro arquitecto de la firma, diseñó el paisaje en la base de las torres.
Su diseño está inspirado en las hojas de hierba. Las cinco tapas circulares de las azoteas de las torres también están concebidas para evocar los anillos olímpicos , y proporcionar espacio para plataformas de observación y un restaurante giratorio. Al acercarse la finalización, los comentaristas de Internet lo compararon también con «cinco enormes clavos».
La construcción comenzó en 2011, y se esperaba en principio terminar el año siguiente. Cuando estaba en marcha, Southern Metropolis Daily informó de las quejas de un arquitecto de Shenzhen, Ping Caohan, de que los arquitectos de CARDEG habían copiado en lo esencial el diseño conceptual de supropia torre. Su diseño, que ganó la primera ronda de la competición, consistía en cinco torres similares con vainas de observación, todo ello en un anillo en la parte superior en lugar de a diferentes niveles. No entró en la segunda ronda. Los arquitectos de CARDEG dijeron no conocer su diseño.
La torre fue terminada e inaugurada en agosto de 2014. Es la segunda estructura más alta en Pekín después de la Torre central de radio y televisión de Pekín y el cuarto edificio más alto de la ciudad. También es la sexta torre de observación más alta de China y la 22.ª del mundo. Desde lo alto, que incluye un planificado restaurante giratorio, los visitantes pueden ver toda la zona del Parque Olímpico, así como la Ciudad Prohibida y otros lugares del centro de la ciudad hacia el sur.